# Amfitheater van Saintes
Het Amfitheater van Saintes is een Romeins amfitheater, dat in de 1e eeuw n.Chr. werd gebouwd in de Franse stad Saintes.
De bouw startte tijdens de regering van keizer Tiberius en werd voltooid rond 40 n.Chr.. Saintes heette destijds Santonum Mediolanum en het was de hoofdstad van de provincie Gallia Aquitania. Voor de burgers van de stad werden in het amfitheater gladiatoren- en dierengevechten gehouden.
Het amfitheater had een omvang van 126 bij 102 meter. Het bood plaats aan ongeveer 12.000 tot 15.000 toeschouwers. Het amfitheater ligt in een kleine vallei. De tribune (cavea) werd aan de lange zijden tegen de hellingen van de heuvels aangebouwd en deze boden zo op natuurlijke wijze ondersteuning aan de tribune. Er waren ongeveer 100 toegangen, waardoor de toeschouwers via trappen op hun plaats op de cavea kwamen.
De arena mat 66,5 bij 39 meter en werd omringd door een 2 meter hoge muur, die de toeschouwers afschermde van de wilde beesten en de gladiatoren. Aan de oost- en westzijde was een grote deur waardoor de gladiatoren konden binnentreden en de doden werden afgevoerd. Niet ver van het amfitheater was een necropolis, waar de overledenen begraven konden worden.
Na de val van het Romeinse Rijk in de 5e eeuw raakte het amfitheater buiten gebruik. Het werd in de middeleeuwen gebruikt als steengroeve, waarbij de kostbare bouwmaterialen werden geplunderd om in nieuwe gebouwen elders te worden hergebruikt. Desondanks zijn de fundering van de cavea en de arena grotendeels bewaard gebleven. Hierdoor is het oorspronkelijke gebouw nog redelijk herkenbaar.
Sinds 1840 is het amfitheater aangemerkt als historisch monument en is het gedeeltelijk gerestaureerd. Tegenwoordig worden in de zomermaanden opera's en andere evenementen georganiseerd voor toeristen.

## Bron
- Gedeeltelijk vertaald van de Franstalige Wikipedia